# لاري بيرنت
لاري بيرنت (بالإنجليزية: Larry Burnett)‏ هو عازف قيثارة ومغن مؤلف أمريكي، ولد في 1951.

## وصلات خارجية
- لاري بيرنت على موقع ميوزك برينز (الإنجليزية)
- لاري بيرنت على موقع ديسكوغز (الإنجليزية)